# Younha
Go Yoon Ha ~Hangul: 고윤하; Hanja: 高允河, Go Yun-ha; Katakana: ユンナ, Yunna~ (Dobong-gu, Seúl 29 de abril de 1988), más conocida como Younha es una cantautora surcoreana de Pop/Rock. Younha hizo su debut como cantante a la temprana edad de 16 años, siendo apodada como “el Cometa de Oricon” por su rápido éxito en Japón con su sencillo Houkiboshi, siendo este el tercer Ending del popular anime BLEACH. Ella actualmente ha lanzado sencillos y álbumes con diferentes grados de éxito tanto en Corea como en Japón. También muchas de sus canciones han formado parte de las bandas sonoras de muchos animes y dramas. No solo ha tenido un tremendo éxito en oriente, especialmente en Corea del Sur, Japón y China, sino también en lo que es la UK, Estados Unidos, Europa y Latinoamérica. Es reconocida por su estilo musical: Piano/Rock.

## Familia y primeros años
Nació en Corea del Sur el 29 de abril en 1988, Su familia es cátolica y esta compuesta por sus padres Go Sung Pul y Kim Hyo Seon, ambos amantes de la música y una hermana menor llamada Go Youn Jin, Younha comenzó a tocar el piano a la edad de 5 años. Desarrolló un interés en series de televisión japonesas, tan profundo era su interés por el país vecino que empezó a enseñarse a sí misma japonés. Lo que comenzó como un interés en los dramas japonés derivó en un interés por la música japonesa. Con la recomendación de un estudiante mayor en el club de difusión de su escuela, comenzó a escuchar a artistas como Utada Hikaru y Misia. Younha comenzó a soñar con convertirse en una cantante como sus artistas favoritos.

## Carrera

### 2004: Pre-debut con Yubikiri
Con el fin de lograr sus sueños, Younha comenzó a audicionar en Corea dejando siempre una presencia indomable y un talento indiscutible. Ella dice que pasó por un máximo de 20 audiciones. También comentó en una entrevista que ciertas compañías se negaron a firmar con ella por no ser lo suficientemente "bonita", a pesar de que su canto era espectacular. Incluso su mamá no quería que ella siguiera haciendo audiciones, su día de suerte llegó justamente el día en que su mamá la encerró en su cuarto, ella logró escaparse y después de hacer una audición abrumadora Younha finalmente firma con la agencia Stam Entertainment. 
Su sueño de la niñez de debutar en Japón se hizo realidad. Después de que un productor de televisión escuchara su demo, su sencillo "Yubikiri ~Korean Version~" (pre-debut) fue elegido como la canción de entrada para la versión coreana del drama japonés Tokyo Wankei ~Destiny of Love~ transmitido por Fuji TV, para el público coreano y fue un tema candente, el sencillo fue liberado el 1 de septiembre de 2004, la canción cuenta con su MV, para ser su primer trabajo fue muy atractivo. Entonces ella toma la decisión de abandonar la escuela secundaria (una decisión que ha expresado lamentar más adelante) y promocionarse como artista profesional, ya que ese había sido su sueño desde muy pequeña: «No quería perder la oportunidad de debutar como cantante así que abandoné la secundaria". "En ese momento un drama coreano se producía basado en la versión japonesa, yo participe en el proyecto creando un OST en coreano. Pensé que no podría convertirme en cantante sin esa oportunidad, pero también me arrepiento un poco de eso». (Se arrepiente de abandonar la escuela, no de haberse convertido en cantante, ya que valía tanto su sueño que se aferró a el con todas sus fuerzas). Y el 1 de octubre del mismo año, lanza su primer single oficial "Yubikiri -Japanese Version-" (remake) junto con su PV, tuvo un buen recibimiento y el nombre de la pequeña Younha con su música empezaban a ser escuchados. Otro dato importante es que en ese entonces, las habilidades de Younha en el idioma japonés avanzaron tan rápidamente que incluso sorprendió al personal que la rodeaba.

### 2005 - 2006: Go! Younha
Su Exitoso Houkiboshi
Con su segundo sencillo "Houki Boshi" lanzado el 6 de junio de 2005, Younha se encontró con el éxito. La canción fue utilizada como tema de cierre para el popular anime Bleach. Se convirtió en un éxito, debutando en los daily charts de Oricon en el #18 y alcanzando el puesto #12 e impulsado su carrera. Con este single se convirtió en la segunda coreana, después de BoA, en alcanzar el Top 20 en los charts de Oricon. la canción tuvo también su respectivo PV.
A menos de 2 meses tras el éxito de Houkiboshi, lanza "Motto Futari de" el 13 de julio de 2005 con mínimas promociones, Younha no hizo apariciones en televisión para promocionar el sencillo, solo su PV. Su tercer single "Touch/Yume no Tsuzuki", fue lanzado el 7 de septiembre de 2005 a la par del estreno de la película "Touch -Live Action-" y utilizado como su tema principal, este tuvo un éxito más significativo, y la trajo de nuevo en al Top 20 del Oricon, igualando el éxito de "Houki Boshi". El sencillo debutó en el #15 y alcanzó el puesto #11 en los daily charts, liberando también su PV. Su cuarto single "My Lover" fue liberado el 7 de diciembre de 2005 y fue el tema principal para el videojuego Bleach GC ~Tasogare Ni Mamieru Shinigami~ también cuenta con su PV. Después de lanzar cuatro sencillos, Younha lanza el 5 de octubre de 2005 su primer álbum (LP) japonés titulado: "Go! Younha" alcanzando reconocimiento y éxito. Este alcanzó el #10 en los daily charts de Oricon, y #12 en los weekly charts. Debuta como actriz en el escenario cinematográfico japonés, participando en la miniserie de televisión "The Angel Came" con el papel principal y la canción "Omoide ni Dekinai" de su álbum Go! Younha fue incluida. 
Colaboró con el cantante Masayoshi Yamazaki con la canción "I Am Here" lanzada el 21 de diciembre de 2005.
Los siguientes dos sencillos "Te wo Tsunaide" lanzado el 7 de junio de 2006 como ending del anime Jyu Oh Sei (獣 王星) que también tuvo su PV, e "Ima ga Daisuki" lanzado el 6 de septiembre como opening para la versión anime Jang Geum's Dream del exitoso drama coreano "Una Joya en el Palacio" e "Inori" del sencillo "Ima ga Daisuki" como tema de cierre. Se posicionaron por debajo del Top 100.
Colaboró con el cantante T.M.Revolution en los coros de la canción "AQUALOVERS ～DEEP into the night" lanzada el 1 de enero de 2006 y en el álbum "Various Artists 14 Princess~ Princess Princess Children" con la canción "Diamonds" lanzado el 8 de marzo de 2006.
Tuvo su primer exitoso concierto en Japón llamado "Precious in Shibuya".
Debut Oficial en Corea con Audition (Time2Rock)
Luego de su concierto en Japón, Younha se inscribió en la Hankuk University of Foreign Studies y comenzó su debut en Corea, lanzando el 27 de noviembre de 2006 su primer single digital llamado "Audition". Muchas presentaciones de esta canción fueron mostradas en la televisión coreana, y como resultado el sencillo logró buenos resultados al posicionarse por más de 3 meses en todos los charts de Corea. Y su segunda canción "Waiting" que es una balada, se ha convertido en un ícono y leyenda, covereada por varios cantantes e interpretada por IU para el drama "Producers" protagonizado por ella y Kim So Hyun. La canción "Audition" tiene su MV. Realizó un Showcase para este single.

### 2007: The Perfect Day to Say I Love You
A pesar de los resultados de sus 2 últimos singles japoneses, Younha fue elegida para cantar el opening del anime Kiba. El sencillo titulado "Hakanaku tsuyoku" (儚 く 強 く) se utilizó como el segundo tema de apertura en la serie. El sencillo fue lanzado el 17 de enero de 2007, y debido a la naturaleza de su tie-in, este logró una posición mucho más alta que sus últimos 2 singles, llegando hasta el puesto #36, este single sería su último trabajo con Epic Records. Este single no cuenta con PV.
Exactamente dos meses después de "Hakanaku tsuyoku", Younha regresó a Corea para lanzar el 15 de abril de 2007 su primer álbum coreano titulado: "The Perfect Day to Say I Love You" (고백 하기 좋은 날/Gobaekhagi Jo-eun Nal). El álbum fue un éxito, alcanzando el puesto #1 en las listas. La primera canción promocionada del álbum fue "Password 486", esta ganó el premio de SBS Inkigayo Mutizen dos veces. Un MV fue hecho para "Password 486" con la aparición del actor Yoon Ji Hoo, el vídeo ofreció muchos cambios en la imagen de Younha que incluyen su “primer beso”. El álbum también cuenta con una colaboración con  Wheesung. Este álbum contiene una pista de estilo jazz llamada "Hello Beautiful Days" haciéndonos saber su amor por este género. El 14 de julio de 2007, Younha apareció en las finales de la MSL coreana (un torneo de StarCraft) y actuó en la ceremonia de apertura. La segunda canción a promocionar fue "Love Condition", si bien no se hizo ningún MV, la canción fue interpretada varias veces en vivo y tuvo un éxito moderado en las listas. 
The Perfect Day to Say I Love You: "Love Condition Remix" ~Special Edition ~
Debido al éxito de su álbum debut Younha lanza el 26 de junio del 2007 el "Repackage Edición Especial" de este, agregando la versión remix de "Love Conditions" y la versión coreana de "My Lover".  
Su canción "Password 486" junto a Houkiboshi han sido las más exitosas de su carrera, las cuales han tenido covers por fanes y artistas como: Sooyoung de SNSD, Junsu de JYJ, entre otros.
Comet
En MKMF 2007 celebrado el 17 de noviembre de 2007, Younha ganó el premio al Mejor Nuevo Artista Solista. Con su creciente éxito, Younha lanzó el 23 de octubre de 2007 una nueva versión de "Go! Younha" grabada en coreano. El álbum remake, con cambios menores de lista de canciones, se titula Comet (혜성/Hyeseong) y fue lanzado el 23 de octubre, generando dos singles con éxito, la canción titular "Comet" (Hyeseong)" con un MV y "At First Sight". Siguiendo a su éxito en Corea, su primer sencillo "Audition" fue re-lanzado en Corea el 14 de marzo como un CD físico, limitado a 10.000 copias.
Hizo dueto con el cantante Wheesung en la canción "Soothing Touch" lanzado el 4 de septiembre de 2007.
Colaboró con el cantante Toy con la canción "Clear All Day in Seoul Today" lanzada el 29 de noviembre de 2007.

### 2008: Someday
SONGS -Teen's Collection-
Epic Records lanzó silenciosamente el 26 de marzo de 2008 el "Best of" un álbum/DVD con todos los trabajos japoneses de Younha hasta la fecha, llamado "SONGS -Teen's Collection-" en donde se incluyeron dos nuevas canciones "Kono Kokoro" y "Scratch on The Heart", está última fue tema de apertura para el anime "Maple Story". Esa misma fecha de lanzamiento del álbum marcó también el final de su contrato con la compañía discográfica, debido a la pobre prestación de sus anteriores 2 singles, y su enfoque en la industria de la música coreana.
El 28 de agosto de 2008 Younha siguió con el éxito en sus últimos trabajos con su segundo álbum coreano, titulado: "Someday" el cual tiene un total de 17 pistas, incluyendo 2 instrumentales y una pista totalemte en inglés. Es un álbum muy maduro aunque siempre conserva su esencia... el piano/rock, pero, un poco más pesado y también nos encontramos con varias baladas características de Younha, dejandonós en claro su potencia vocal. El álbum llegó a generar dos singles con éxito, "Telepathy" y "Gossip Boy" ambas con su respectivo MV. El álbum también presentó su segunda colaboración con Tablo, quien co-escribió y apareció en la canción, "Memory". Su canción "My Song and..." es la canción en inglés. Para la canción "Gossip Boy" contó con la participación de la actriz y cantante Kim Ji Won en los coros de la canción y el piano, tanto en el MV como las presentaciones en vivo.
Con el grupo Epik High lanzaron el 17 de abril de 2008 la canción "Umbrella" que fue un rotundo éxito y ahora forma parte de las canciones iconos. Ha tenido muchos covers y el más recordado es el de Rap Monter de BTS junto a Yuiko en el programa Duet Song Festival.
Colaboró con el cantante AJOO con la canción "Paparazzi" componiéndola y cantando junto a él lanzada el 3 de julio de 2008
Colaboró en el álbum "Various Artists Stage Top #1" lanzado el 5 de agosto de 2008 con la canción "That Street", también se convirtió en una canción muy exitosa
El 19 de agosto de 2008 hizo dueto con el cantante Kim Bum Soo lanzando la canción la canción "Tug of War" 
Con el cantante  Kim Dong Wan del grupo Shinwa reveló la canción "Promise" liberada el 7 de noviembre de 2008.

### 2009: Part. A: Peace, Love & Ice Cream/Part. B: Growing Season
A principios de 2009, Younha hizo su regreso a la industria de la música japonesa, ahora firmando con la disquera Sistus Records, y con la versión japonesa de "Memory" (Kioku) lanzada el 11 de enero de 2009 en colaboración con el cantante Goku, siendo esta el tema de cierre del anime "Rideback". Solo fue lanzado en formato digital hasta el lanzamiento de su próximo álbum de estudio "Hitotsu Sora no Shita", que la incluyó en la lista de canciones. Su regreso a la industria artística también la incluye como actriz en el rol protagónico de la película japonesa: "On Next Sunday" (今 度 の 日 曜 日 に/Kondo sin Nichiyoubi ni), fue publicada en abril de 2009 y también cantando el tema "On the Other Side of the Rainbow " (虹 の 向 こ う 側 /Niji no Mukougawa) que formó parte de la película liberando su respectivo PV, esta canción también se incluyó en su segundo álbum japonés. Después fueron lanzadas las versiones físicas de sus 2 siguientes singles "Girl" lanzado simultáneamente tanto en Japón como en Corea el 22 de julio de 2009 y "Sukinanda" revelado el 18 de noviembre de 2009 en conmemoración del quinto año de Younha en la industria de la música, ambos estuvieron debajo del Top 100. Estos dos singles también fueron incluidos en su segundo álbum japonés. Y también tuvieron su PV.
Su muy esperado tercer álbum coreano: "Part A: Peace Love & Ice Cream" fue puesto en libertad el 16 de abril de 2009, con nuevo sello discográfico Lion Media. La canción promocional "1,2,3" cuenta con su MV y señaló un cambio en su estilo, en su sentido de la moda, tomando una apariencia más linda y femenina, a diferencia de su aspecto más "tomboy" en sus periodos promocionales anteriores. El cambio de estilo abarca también su música, dejando el sonido "piano/rock" de su álbum debut que la llevó al reconocimiento de la crítica y el éxito, y cambiando a un estilo más pop. A pesar del repentino cambio en el estilo musical, la canción era un fuerte contendiente para #1, a pesar de la fuerte competencia durante el período promocional. El álbum también incluye dos pistas instrumentales, siendo "She Is" la de más larga duración a comparación de los instrumentales del álbum "Someday" e incluye la versión coreana de su canción "My Song and...".
El 11 de diciembre de 2009, Younha lanzó la segunda parte de su tercer álbum coreano: "Part B: Growing Season", mostrando un lado más maduro, y más oscuro en comparación a "Part. A" que tenía un estilo más pop. El álbum tuvo un sencillo que llegó al #1, "We Broke Up Today" junto a la canción se reveló su MV contando con la participación del actor Ji Chang Wook y donde también tuvo su "segundo beso". También contiene un dueto con el cantante Kim Bum Soo y una canción de unos de sus géneros favoritos... el jazz titulada "LaLaLa".
Participó en el álbum "Various Artists Mars Cargo" con la canción "Undo" cantanda en inglés lanzada el 21 de octubre de 2009.
Su canción "I Like You" del tercer álbum "Part B: Growing Season" formó parte de la banda sonora de la película "Girlfriends" estrenada el 17 de diciembre de 2009.
Para la Navidad de diciembre realizó su primer concierto en Corea titulado "Formula 22-1: YOU&NA in Seoul", un concierto muy exitoso teniendo como invitada a la cantante IU.

### 2010 - 2011: Under The Same Sky
Su segundo álbum japonés: "Under the Same Sky" (ひ と つ 空 の 下) fue lanzado el 22 de septiembre de 2010 en Japón y el 29 de septiembre de 2010 en Corea. El álbum cuenta con el trabajo de i-dep y Sotte Bosse's Nakamura Hiroshi, así como el popular dúo "Guitarra - Acústico" DEPAPEPE. El álbum alcanzó el puesto #169 en el álbum charts del Oricon. Varias de sus canciones fueron usadas para programas de televisión. Su canción promocional fue "Looking up at the sky" y contó con un PV, y la canción realizada a dueto con DEPAPEPE "Owakare Desu ka?" también tuvo un PV.
Lost in Love
Después de un año de actividad relativamente tranquilo desde su último lanzamiento importante, participó con la canción "Can't Believe It" para el drama "Personal Taste" convirtiendosé en un soundtrack muy exitoso, el drama fue protagonizado por Lee Min Ho y fue incluida en su primer EP (mini álbum) coreano, "Lost in Love" y fue puesto en libertad el 9 de diciembre de 2010, incluye una versión acústica de "Waiting" y la canción "Inside my Dreams" que formó parte del Ost de la película "Pokemon The Movie Version Coreana Zoroark: Master of Illusions", así como los sencillos promocionales "One Shot" en colaboración con el cantante Josuk, este es estilísticamente un raro retorno a sus raíces "piano/rock", y "Take Care of My Boyfriend", una balada pop/rock en donde que tiene un MV donde participa el actor Kim Dong Wook y recibe su "tercer beso". Este último estuvo en el Top 10 y One Shot en el Top 20. "Lost in Love" fue un buen retorno al sonido original por el cual era conocida.
Colaboró a dueto con el cantante Yim Jae Beum con la canción "Days When Hurts In Love" lanzada el 23 de abril de 2010.
Participó con varios artistas lanzando el 5 de noviembre de 2010 la canción "Gift" participó con varios artistas lanzada el 5 de noviembre de 2010.
De octubre a noviembre realiza su concierto en Corea llamado "Formula 23-1, 23-2, 23-3: Time2Rock". Y para diciembre da otro concierto titulado "Formula 23-4: Time2L.O.V.E" fue la versión de casi solo baladas, que a diferencia de "Time2Rock" fue la versión roquera de sus giras para ese año.
Colaboró con la canción "It`s Beautiful" lanzada el 22 de marzo de 2011 para la campaña publicitaria de Laneige's "Be Waterful" el CF esta protagonizado por la actriz Song Hye Kyo.
En abril de 2011 tuvo su retorno cinematográfico y su debut en el cine coreano, participando como antagonista en la película: "The Suicide Forecast".
El 9 de mayo de 2011, Younha se convirtió en la 22 MC del programa de radio MBC FM "Starry Night" llamado "Younha's Starry Night Radio" donde los invitados son los grupos de kpop del momento que han estado promocionando sus nuevos éxitos. Younha recibió un premio en los MBC Entertainment Awards. El 14 de mayo de 2014 dejó su puesto en la radio para centrase en la música.
En agosto de ese año lanzó su DVD titulado "DVD Collections" que contiene dos discos el primero es sobre Younha y sus amigos en Osaka y el segundo es de un concierto de Kpop en Sapporo que además contiene una serie de videos extras, incluyendo escenas de su primer concierto en Corea.

### 2012 - 2016: Supersonic
Younha retorna a la escena musical con su nueva agencia Wealive ahora llamada C9 Entertainment, después de sus problemas legales con su agencia anterior Lion Media. Lanzó su cuarto álbum coreano: "Supersonic" el 3 de julio de 2012, con artistas como Jay Park en la canción "Driver", Tiger JK con "Rock Like Stars", John Park y productores de la talla de Score. El álbum tuvo dos sencillos en el Top 10, "Would We Have Changed?" con John Park y "Run". El álbum tuvo gran éxito en críticas e incluso "Run" llegó a ser nominada para Canción Pop del Año en los Korean Music Awards y en Reino Unido, juzgados por los críticos de música y profesionales. Su canción promocional fue "Run" que cuenta con su MV y el prelanzamiento de "Would we have changed" a dueto con el cantante John Park.
También se unió al elenco de I Am a Singer, en donde mostró sus habilidades vocales covereando canciones coreanas exitosas y legendarias como: "I Don't Care" de 2NE1, "The Distant Future", "Flaming Sunsent", "Lifetime", entre otros. Ganándose el apoyo y respeto del público y sus colegas veteranos. Tuvo una increíble participación en el programa Immortal Song covereando las canciones "Summer Time" y "Follow Your Dreams" volviendosé a ganar el apoyo y respeto del público y artistas.
Para julio y agosto tuvo su gira por la República Coreana con su tour "RUN", donde presentó las canciones de su nuevo álbum e interpretando también sus antiguos éxitos.
Colaboró con la canción "Dropping Tears" para el drama "Faith" lanzada el 17 de septiembre de 2012 y protagonizado por Lee Min Ho, es la segunda vez que Younha coincide en un mismo proyecto con Lee Min Ho.
También colabora a dueto con Soul Dive en la canción "Tears Have Dried" liberada el 26 de octubre de 2012.
Para finales de diciembre dio un concierto en Seúl llamado "Dear..." en donde las entradas se agotaron en tan solo tres minutos.
Con el cantante y actor So Ji Sub colabora en la canción "Picnic" lanzada el 16 de enero de 2013.
En abril colabora en el Ost del drama "The Queen of Office" con la canción "Hello From Afar" revelada el 9 de abril de 2013. También colabora con el productor y DJ Philtre con la canción "Fade" lanzada el 29 de mayo de 2013, y el 24 de julio de 2013 el cantante y actor Park Ki Woong lanza su canción "You Are My Baby" a dueto con Younha.
Just Listen
El 2 de mayo de 2013, Younha lanzó su segundo EP coreano: "Just Listen" solo recibió críticas muy favorables por su creatividad musical y singularidad. El mini álbum también la trajo de nuevo al éxito comercial, "Unacceptable" (아니야) se convirtió en su primer Top 5 desde "Broke Up Today" (오늘 헤어 졌어요) en 2009, y es también su primer mini álbum con 2 singles en el Top 10, "Unacceptable" que fue su pre-lanzamiento antes de revelar el EP y "Reason" ambos cuentan con su MV. Reveló un MV teaser con un instrumental de piano sin título. Este trabajo contó con varios artistas: Lyn, Skull, Naul, Urban Zakapa, The Koxx, el productor Score, entre otros. Park Ki Woong aparece en el MV "Reason". Y realizó un Showcase para el mini álbum. 
En junio debuta en el musical "The Lost Garden", en donde también se presenta en China. Los fanes chinos de deleitaron con la actuación y canto de Younha.
Luego de su musical, realiza una exitosa gira en Corea titulada "Plitvice" cantando sus canciones exitosas, presentando sus nuevos sencillos y anunciando a través de una nueva pista su siguiente mini álbum. Y por fin revela el MV de su pista instrumental de piano que ahora si tiene título "Plitvice". 
Subsonic
El 6 de diciembre de 2013, Younha lanzó su tercer EP coreano titulado: "Subsonic", que tiene por lead single "It's Okay" y "Not There" en colaboración con "Eluphant" las dos canciones cuenta con su MV. Con el lanzamiento de estos sencillos, se produce la primera vez en la carrera de Younha donde ha logrado 3 singles en el Top 10, y de un tirón, 4 singles en un año dentro del Top 15. Y contó nuevamente con la participación en la producción de Score quién ha venido trabajando con Younha desde "Supersonic". Como regalo especial para sus fanes lanzó los MV's para: "Run Versión Acústica" un MV de ensueño, "Home" con escenas de sus conciertos y "Believed in Time". Su primera canción en componer, escribir y producir por si sola es "Home". 
Su canción "Home" incluida en el mini álbum "Subsonic" es parte del soundtrack de la película "Way Back Home" estrenada el 12 de diciembre de 2013.
Y nuevamente a finales del año da su concierto significativo en Corea llamado "Twenty-six and..." aludiendo a sus "26 años" (edad coreana) porque realmente Younha en ese entonces tenía 25 años. Y a pesar de su edad y madurez Younha se veía realmente joven.
En enero colabora en el soundtrack del exitoso drama "You Who Came From the Stars" con la canción "You From the Stars" lanzada el 15 de enero de 2014 , la cual llega a lo alto de las listas musicales.
Retorno al #1
A inicios del 2014 Younha y Yang Hee Eun son elegidas para cantar la canción "MBC Radio’s Logo", y fue hecha para dar energía a los oyentes de la radio que están cansados de la vida cotidiana. 
Hace un cover de la canción "Do You Want To Build A Snowman" de la exitosa película de Disney "Frozen" en un promgrama de televisión. Y el 29 de mayo de 2014, colaboró con el cantante de rock Jung Joon Young para lanzar el sencillo digital "Just The Way You Are" (달리 함께). La canción alcanzó el # 11 en el Hot Billboard K-pop 100.
De mayo a agosto realizó su tour por Corea titulado "The Secret Garden" mostrandonós su look "tomboy" que utilizaba en sus inicios, pero con un toque femenino.
Hizo un dueto con el cantante Kang Seung Won con la canción "Him" revelada el 9 de junio de 2014. 
El 12 de junio de 2014 unió fuerzas con el cantante Kanto para la campaña publicitaria de Dunkin' Donuts con la canción "All Day, Everyday", Con el DJ Justin Oh lanzaron ese mismo día la canción "Stay With Me" grabada totalmente en inglés.
Alcanzó su primer sencillo #1 de su carrera en los Gaon charts, 10 años después de su debut con su nueva versión en solitario del hit con Epik High en 2008 "Umbrella" lanzada el 2 de julio de 2014, la canción fue un regalo de Tablo para Younha por su aniversario. La versión original, a su vez, también se subió alto en los charts, saltando 245 lugares hasta el puesto #53 en esa misma semana. Esta es la primera vez que encabeza los charts, desde "Broke Up Today" 5 años atrás en 2009 y "Comet" en 2007. El sencillo también tiene un MV.
Colaboró con el cantante Yoon Jong Shin con la canción "Bat Girl" lanzada el 31 de julio de 2014, y con Epik High con la canción "We Fight Ourselves" lanzada el 21 de octubre de 2014. Y también participó con Epik High en los programas musicales con la canción "Happy Ending" ganando varios premios.
Hizo un pequeño cameo en el drama "She's So Lovable" en el ep.14. El drama esta protagonizado por Bi Rain, Krystal de f(x) y L de Infinite.
People
Después de 4 años desde su último trabajo japonés, Younha regresa con nueva disquera MEPLUS Entertainment y el 10 de septiembre de 2014 libera su mini álbum remake japonés titulado "People" con un divertido y alegre PV, esa misma semana celebró su 10°aniversario y regala a sus fanes un pequeño video en agradecimiento.
A mediados de 2014 se reveló que Younha estaba trabajando en su comeback, y finalmente el 7 de octubre de 2014 fue lanzada su nuevo single llamado "What About My Heart", que esta escrita por Kim Jong Wan del grupo NELL, a la que contribuyó Jonh Davis, un productor que ha trabajado con U2 and Led Zeppelin. Kim Jong Wan y Younha trabajaron exhaustivamente en la conmovedora canción, esta llegó al top 10 en algunos charts. Este también tiene MV.
Realiza otro exitoso concierto a finales del año llamado con su nombre "YounHa". Ya es sabido que por tradición Younha realiza sus conciertos a inicios y finales de cada año como regalo para sus fanes.
El 31 de diciembre de 2014 participa con la canción "Passionate To Me" del drama "Pinocchio".
Para el 12 de enero de 2015 Jonghyun de SHINee hace su debut solista con el mini álbum base y Younha hace dueto con el para la canción "Love Belt".
El 25 de mayo de 2015 participó en el Ost del exitoso drama "Who Are You - School 2015" con la canción "Pray".
Para el mismo mes de mayo realiza su concierto en Corea titulado "Que Sera Sera" terminando en junio de ese año, además canto la versión coreana de su canción "Kaze". 
ya para finales del año siguiendo la tradición realiza su esperando concierto en Seúl "Final Fantasy" lleno de magia, color y alegría.
Hasta esta fecha su fanclub se hacía llamar "YounhaPia". Ahora el nuevo nombre que Younha le ha dado a sus fanes es "Y-Holics". El color oficial del fanclub es rosa claro. 
El 5 de julio de 2015 junto a 2nd Moon colaboraron con la canción "Till The Morning Comes" para la versión coreana del drama japonés "Late Night Restaurant" que fue un éxito en Corea, también hace un cameo en el ep.19.
A 9 años de su primer concierto en Japón, en julio de este año su tan esperanda gira llamada "Tadaima" es realizada en Akasaka Blitz, Tokio bajo el título "Tadaima" conducido por TBS Radio de Japón. convirtiendosé así en un concierto muy exitoso. Younha interpretaró su famosa canción "Comet", que fue muy apreciada en Japón por ser parte de la banda sonora del popular anime Bleach. También dio a conocer sus nuevas pistas que formarían parte de su primer mini álbum lanzado ese otoño.
Y en septiembre vuelve a los musicales con "Cinderella" terminando con las presentaciones el 8 de noviembre en el Seoul Chungmu Art Hall.
View
El 21 de septiembre de 2015 se reveló la canción "One Dream One Korea" en colaboración con otros artistas.
En septiembre se reveló que el nuevo mini álbum se llamaría "View" mismo que habría anunciado anteriormente en su más reciente concierto de Japón, este es su primer EP. El mini álbum cuenta con cinco temas, incluyendo sus canciones de la banda sonora de "Pinocchio" y "Late Night Restaurant" en su versión japonesa y. El mini álbum fue lanzado el 9 de octubre de 2015. Realizando así un evento de alto contacto con sus fanáticos. Este mini álbum no cuenta con ningún PV.
El 29 de octubre Younha dio pistas de su nueva canción a través del set de filmación del respectivo MV mediante una transmisión por VLIVE App. Se reveló que Younha y Lee Chan Hyuk de Akdong Musician estarán lanzando el sencillo en colaboración de nombre “Think About You”, el 11 de noviembre de 2015. Lee Chan Hyuk fue el productor y el rapero de la canción.
El 25 de noviembre colaboró con el cantante Gill de LeeSsang con la canción "Rolling".
El 30 de noviembre, la agencia de la cantante, C9 Entertainment, reveló una imagen teaser para su próxima colaboración la cual hizo que los fanes intentaran adivinar sobre con quien trabajaría. El 2 de diciembre, ellos compartieron otra imagen y anunciaron que su compañero en esta colaboración es nada menos que Tablo, quien produjo la próxima canción de Younha titulada “Hashtag”. El sencillo fue lanzado el 10 de diciembre de 2015 junto a su MV. Ese mismo día también lanzó la canción "Little Doll" que es el tema para el personaje Cecil del juego Ar:pieL.
Antes de hacer público el anuncio de su descanso, Younha colabora en el álbum "Various Artists Two Yoo Project – Sugarman Part.17" con la canción "Late Regrets" liberado el 10 de febrero de 2016.
Comeback
Luego de su receso de tres meses debido a la cirugía que recibió por la desviación septal que estuvo padeciendo, Younha regresa el 6 de abril de 2016 para colaborar con el cantante y actor John Hoon con la canción "Marry Me Marry You" versión japonesa.
Younha reanudó sus actividades en el programa Duet Song Festival. El 3 de junio, el representante de Younha confirmó que estaría uniendo fuerzas con Ye Eun y Cheetah para lanzar una nueva canción a mediados de junio. HA:TFELT participó en la escritura y composición de la nueva canción "Get It?", mientras que Cheetah creó el rap de la pista. La canción en colaboración se reveló el 13 de junio de 2016 a la medianoche KST.
En junio Younha (La Reyna de los Ost) regresa para colaborar con la canción "Sunflower" del drama "Doctors" lanzada el 27 de junio de 2016. 
Y el 12 de agosto de 2016 colabora con el tema "Fly to High" para el juego en línea "The God Of Highschool Game" mostrandonos una vez más que su potente y clara voz permanece con ella aún después de haberse recuperado.
El 2 de septiembre de 2016 participa en el Ost del drama "Cinderella and Four Knights" con la canción "I Believe".

### 2017: RescuE
A inicios del año Younha tiene participación en el drama especial "Viva Ensemble" y también cantando la canción "Small Flower" que fue estrena el 5 de marzo de 2017, el drama retrata la vida de las personas con capacidades especiales y su lucha diaria enfrentando los obstáculos que se les atraviesan.
El 9 de junio de 2017 colabora con la canción "Dream" junto a Kim Min Jae para el drama "The Best Hit" el también protagoniza el drama con Yoon Shi Yoon. Para julio es revelado que Younha formará parte del "SEOTAIJI 25 Project" por el 25º aniversario del cantante legendario Seo taiji haciendo el remake de una de sus canciones íconos "Take Five" publicada el 19 de julio de 2017. Para el 24 de agosto de 2017 Younha junto a Yu Seung Woo hacen un refrescante y tierno dueto con la canción "Can't Stop This Feeling (티가나)", la letra está escrita por Younha y el 22 de octubre de 2017 colaboró con la canción "Love U" para el drama "Love Revolutionary" donde Choi Si Won de Super Junior es el protagonista.
Después de 5 años Younha regresa con un álbum de larga duración. Su último trabajo había sido "Supersonic" lanzado en 2012. Y a través de su instagram anuncia que regresará con su 5º álbum coreano titulado: "RescuE":
"¡Toc Toc! ¡Volaré alto con un nuevo comienzo! La razón por la que he podido  soportarlo durante tanto tiempo en la oscuridad es el recuerdo de su abrumador afecto y confianza. Gracias por abrazarme durante las  veces que quería rendirme y desmoronarme. Mi álbum finalmente está saliendo. En lugar de una explicación, me gustaría mostrarlo a través de  este proyecto. Esperen mis historias, nuestras historias que he escrito  durante mucho tiempo. Los amo. Les agradezco desde el fondo de mi corazón ".
El 11 de noviembre de 2017 Younha hace un fresco regreso y revela su canción y MV de pre-lanzamiento "Hello" junto a pH-1 y rápidamente ingresa a las listas musicales de Corea, la canción es un mensaje de ánimo a quienes lanzan los viejos recuerdos y el pasado como un avión de papel. La letra dice: “Estaré bien, así que me gustaría que tú tampoco estuvieses herido”. El cálido mensaje de la canción es perfecto para el clima invernal.
Y para el 25 de diciembre realiza su tan ansiado concierto en Corea titulado "RE". Revelando dos de sus nuevas canciones de su tan esperado RescuE. "Parade" y "Propose" álbum que ha sido todo un éxito, dando así una probada a sus admiradores de lo que se viene.
Y finalmente el 27 de diciembre de 2017 lanza su canción promocional "Parade" junto al álbum y MV que también se volvieron un éxito en las listas musicales. "La melodía hace destacar la voz única de Younha y crea una efecto que expresa cómo se siente el amor en un feliz desfile". "Younha tiene un desfile de ensueño en su comeback" y "es justo lo que los fanáticos han deseado de la cantante. Producida por el exitodo dúo GroovyRoom, la nueva canción de Younha ha valido la pena".
Para este álbum Younha contó con la colaboración del equipo productor GroovyRoom, pH-1, Chancellor, Davii, The Koxx, Brllnt, Kriz, Avin, Sik-k y muchos más de renombre. Muchos de sus fanes, los veteranos y los que la conocen notarón un cambio en su voz y estilo musical, lo cual fue muy aceptado recibiendo críticas positivas, aunque aseguraron extrañar su antiguo estilo musical y voz que la caracteriza. Hay que agregar que para este álbum incluye una canción totalmente en inglés "Rescue" la que a su vez lleva por nombre el título del álbum, es su segunda canción hecha en inglés la primera fue "My Song and..." del álbum "Someday". Younha reveló que tenía que "rescatarse" a sí misma de la oscuridad, razón por la que había perdido su propia voz. Un gran avance se produjo cuando conoció a GroovyRoom un dúo de productores, responsables su último álbum de 11 canciones. Younha, que había quedado atrapada en su propio sonido, se inspiró en los sonidos frescos del equipo de productores, con la esperanza de descubrir su propia receta. "He dejado salir todas mis vibraciones oscuras en este álbum. Liberarlo ha sido una gran misión para mí, que tuve que lograr para pasar al siguiente nivel ", dijo.
Para el 3 de enero de 2018 libera el MV para la pista Nº 6 titulada "Foresing Dream". Por el momento se encuentra promocionado su álbum en programas y estaciones de radio, manteniéndose en las listas musicales de Corea. Para este mes de enero ha tenido varias "Fan Signing" en Corea para estar cerca de sus fanes después de mucho tiempo, el último fue para su 2º mini álbum japonés "View". El 26 de enero publica un MV especial para su canción "Propose".
En mayo de 2015 después de mucho tiempo, Younha se presenta en el Dream Concert cantando su mas reciente éxito "Parade" y nuevamente cantando la canción que le dio éxito y reconocimiento a nivel internacional "Password 486" junto a Eunha de GFriend, Wheein de MAMAMOO y Joy de Red Velvet.
El 27 de marzo Younha colabora para el OST de otro videojuego llamado 'Epic Seven' con la canciòn 'Desperate' una canciòn con gèneros rock que nos recuerda los inicios de Younha en la mùsica.
El 14 de mayo de 2018 lanza una colaboración titulada "Lazy Love" con el cantante Eden a las 6:00 p. m. KST.
En agosto colabora para el OST del videojuego 'Talesweaver' con la canciòn 'Like a Dream', lanzada el dìa 22.
Un Regalo Navideño para los Fans "Snail Mail"
Para el 14 de diciembre de 2019 Younha nos sorprende con un nuevo single perfecto para la epoca "Snail Mail" sus letras profundas nos dicen que "para el próximo año, volvamos a estar juntos como siempre"
Stable Mindset
El 02 de julio de 2019 Younha lanza su 4° mini álbum coreano titulado: Stable Mindset, y nos sorprende una vez mas con su inigualable y única voz, acompañada de esas hermosas letras que solo Younha sabe crear. Después de un año y medio, es un regreso bienvenido. Contiene cinco pistas, y ella misma escribió la última, " Rainy Night ". El mini album fue bastante exitoso.
El 08 de octubre de 2019 Younha Colabora en el OST del drama The Tale of Nokdu y la canción se titula: I'll Be Your Light, y tuvo una excelente acogida.
Ya para en septiembre, justo el 22 lanza el OST para el videojuego 'Hearthstone' con la canciòn 'Saviors of Uldum' versiòn rock.
Y como es tradición Younha anuncia su concierto de fin de año "Winter Flower" se celebró durante 2 días, 24 y 25 de diciembre en el Auditorium del Ewha Woman's University. Younha comenzó el concierto con una versión de arreglo vocal de "Umbrella" de Epik High. Younha nos hizo regresar en el tiempo cantando sus otros éxitos como: "One Shot", "Parade", "Run", "The Real Reason We Broke Up" y más. También interpretó canciones navideñas "Santa Tell Me" y "Driving Home for Christmas". 
También reveló su nueva canción "26", que se incluirá en su nuevo álbum "Unstable Mindset", cuyo lanzamiento oficial está programado para el 6 de enero. 
Su Tan Esperado 5° Mini Álbum Coreano “Unstable Mindset”
El 30 de diciembre a la medianoche KST, Younha dio a conocer la lista de canciones para su próximo mini álbum “Unstable Mindset”. La primera canción, titulada “Winter Flower” y compuesta por Eden, Ollounder y Leez, presentará notablemente RM.
De acuerdo con la lista de canciones, RM también contribuyó con la letra de la canción junto a Eden y Younha.
RM a menudo ha nombrado a Younha como una artista con la que esperaba colaborar, y también ha expresado constantemente su amor por su música, recomendando frecuentemente sus canciones a sus fans. El ha sido su fan desde que tenía 17 años, y la canción que a el lo conquistó fue "22nd Street" la que se encuentra en su 3° album coreano parte b "Growing Season", y desde entonces el ha sido un Y-Holic de corazón siguiendole los pasos a Younha. A principios de este año, RM compartió su entusiasmo sobre su lanzamiento más reciente, el mini álbum “Stable Mindset”, que se lanzó en julio, en la cuenta oficial de Twitter de BTS, escribiendo: “El álbum de Younha ha sido lanzado. Todas las canciones son realmente geniales. Estoy siendo sincero”.
El quinto mini álbum de Younha “Unstable Mindset” fue lanzado el 6 de enero a las 6 p.m. KS. El mini album contiene cinco pistas en total. Además de la canción principal "Dark Cloud", y la tan esperada "Winter Flower" junto a RM de BTS. 
Además, el álbum contiene tres nuevas pistas, "See You Next Time", "One Day When I Was Twenty" y "26" (todas traducidas literalmente).
La canción “Winter Flower” subió rápidamente en las listas de iTunes de todo el mundo, y temprano en la mañana del 7 de enero KST, alcanzó el número 1 en la lista de canciones principales en los Estados Unidos. Younha ahora se convierte en la primera solista coreana en alcanzar el número 1 en una lista de iTunes en los Estados Unidos.
En las listas de música coreana, su canción principal “Dark Cloud” estaba en el número 1 en Soribada y Genie Music a las 8 am del 7 de enero. “Winter Flower” tomó el número 1 en Bugs en ese momento, mientras que “Dark Cloud” siguió en No 2.
Después de hacer historia a principios de este mes al convertirse en la primera solista coreana en alcanzar el número 1 en la lista de las mejores canciones de iTunes en los Estados Unidos, Younha ahora ha encabezado otra lista de música. Su nueva canción con RM, “Winter Flower”, debutó en la parte superior de la lista de ventas de canciones digitales mundiales de Billboard para la semana que finaliza el 18 de enero.
Además de tener un buen desempeño en las listas de música en tiempo real de Corea, “Winter Flower” también ha encabezado las listas de canciones principales de iTunes en al menos 54 regiones diferentes de todo el mundo. Además, la canción llegó al Top 10 de las listas de mejores canciones en iTunes en 70 regiones.
El 29 de enero de 2020 Younha a través de su instagram publico una imagen donde aparecia la portada de su 4° mini álbum "Stable Mindset" y la portada de su mas reciente mini álbum "Unstable Mindset", haciendo ver a los fans los contrastes de cada mini álbum pero que a la vez estos están unidos.
El 15 de febrero de 2020 Younha alcanza los 10 millones de streams en Spotify e igualmente sus seguidores han aumentado a pasos agigantados en este sitio musical llegando al millón y medio en 2 meses, Younha lo agradeció a través de sus cuentas oficiales de Twitter e Instagram.
El 24 de febrero de 2020 Younha publica un misterio tweet diciendo: "Tomorrow" dejando con curiosidad e incognita a sus seguidores... Para sorpresa de todos el 25 de febrero KST, Younha publica un MV especial de la canción "Winter Flower" en sus canales oficiales, esto como muestra de agradecimiento por haber alcanzado los 10 millones de reproducciones en Spotify.
El 22 de febrero Younha lanza un single cover para la canciòn 'Incomplete' presentandolo en el programa You Heeyeol's Sketchbook.
El 21 de marzo lanza otro single cover titulado 'Have to' y lo interpreta en el programa SUGARMAN 3.
El 30 de marzo Younha colabora con Suho de Exo para el mini album Self-Portrait con la canciòn 'For You Now', alcanzando mas de 2 millones de reproducciones en Spotify.
Para el 04 de agosto Younha nos trae otra colaboraciòn, esta vez con el cantante Chancellor para el single de este titulado 'Walking in the Rain' alcanzando mas de 2 millones de reproducciones en Spotify.
Younha se ha vuelto las reina de los OST de videojuegos y ahora vuelve a colaborar para el videojuego 'Talesweaver' con la canciòn 'We, Again Here'.
Y para finalizar el 2020, Younha colabora con el artista Epitone Project con la canciòn 'Sleepless' lanzada el 15 de diciembre alcanzando el millon de reproducciones en YouTube.
Iniciando el 2021 con Colaboraciones
A inicios del año 2021 Younha arranca con pie derecho colaborando por primera vez para OST de Webtoons, iniciando con el Webtoon de Naver 'A Guide To Proper Dating' con la canciòn 'Thirtieth Night', originalmente la canciòn fue lanzada en 2015 por la cantautora Saevom. Ahora es lanzada en forma de remake por Younha y expresa los sentimientos de una mujer que tiene dificultad para aceptar una ruptura amorosa a pesar de que ya paso mucho tiempo.

## Discografía

### Discografía Coreana
Albums de Estudio (LP)
1. 2007: The Perfect Day To Say I Love You
2. 2008: Someday
3. 2009: Peace, love & Ice Cream Part. A/Growing Season Part. B
4. 2012: Supersonic
5. 2017: RescuE

Albums Repackage
1. 2007: The Perfect Day to Say I Love You: "Love Condition Remix" ~Special Edition ~

Albums Remake
1. 2007: Comet

Mini Albums (EP)
1. 2010: Lost in Love
2. 2013: Just Listen
3. 2013: Subsonic
4. 2019: Stable Mindset
5. 2020: Unstable Mindsent

Single Pre-debut
1. 2004: Yubikiri ~Korean Version~

Singles
1. 2004: Yubikiiri Korean Ver.
2. 2006: Audition (Time2Rock)
3. 2010: One Shot
4. 2011: It's Beautiful
5. 2012: Would We Have Changed
6. 2013: It`s Not Like That
7. 2013: Subsonic
8. 2014: Not There
9. 2014: Umbrella
10. 2014: Wasted
11. 2015: Thinking About You
12. 2015: Hashtag
13. 2017: Hello
14. 2018: Snail Mail

### Discografía Japonesa
Albums de Estudio (LP)
1. 2005: Go! Younha
2. 2010: Under The Same Sky

Albums Collection
1. 2007: SONGS -Teen's Collection-

Mini Albums (EP)
1. 2015: View

Mini Albums Remake (EP)
1. 2014: People

Singles
1. 2004: Yubikiri Japanese Ver.
2. 2005: Houkiboshi
3. 2005: Motto Futari de
4. 2005: Touch/Yume no Tsuzuki
5. 2005: My Lover
6. 2006: Te wo Tsunaide (手をつないで)
7. 2006: Ima ga Daisuki (今が大好き)
8. 2007: Hakanaku Tsuyoku
9. 2009: Memory Japanese Ver
10. 2009: Girl
11. 2009: Sukinanda

#### Banda Sonora para Pelìculas
1. 2009: Niji no Mukougawa tema para On Next Sunday
2. 2009: I Like You tema para Girlfriends
3. 2010: Inside a Dream tema para Pokemon The Movie Version Coreana Zoroark: Master of Illusions
4. 2011: Two People tema para The Suicide Forecast
5. 2013: Home tema para Way Back Home

#### Banda Sonora para Dramas
1. 2004: Yubikiri (Korean Ver.) tema para Tokyo Wankei
2. 2005: Omoide ni Dekinai tema para The Angel Came
3. 2010: Can't Believe It tema para Personal Taste
4. 2012: Dropping Tears tema para Faith
5. 2013: Hello From Afar tema para The Queen of Office
6. 2014: You Who Came From the Stars tema para My Love From the Star
7. 2014: Passionate To Me tema para Pinocchio
8. 2015: Pray tema para Who Are You - School 2015
9. 2015: Till the Morning Comes (feat. 2nd Moon) tema para Late Night Restaurant
10. 2016: Sunflower tema para Doctors
11. 2016: I Believe tema para Cinderella and Four Knights
12. 2017: Small Flower tema para Viva Ensemble
13. 2017 Dream (junto a Kim Min Jae) tema para The Best Hit
14. 2017: LOVE U tema para Revolutionary Love
15. 2018: Might Melt tema para Mystery Queen 2
16. 2019: I'll Be Your Light tema para The Tale of Nokdu

#### Banda Sonora para Animes
1. 2005: Houki Boshi tema para Bleach (Ending)
2. 2005: Touch tema para Touch
3. 2006: Te wo Tsunaide tema para Jyu Ohsei (Ending)
4. 2006: Ima ga Daisuki tema para Jang Gaeum's Dream (Opening)
5. 2006: Inori tema para Jang Gaeum's Dream (Ending)
6. 2007: Hakanaku Tsuyoku tema para KIBA (Opening)
7. 2007: Scratch on the Heart tema para Maple Story Anime Song
8. 2009: Kioku tema para Rideback

#### Banda Sonora para VIdeojuegos
1. 2005: My Lover Versión Japonesa para Bleach GC: Tasogare ni Mamieru Shinigami
2. 2015: Little Doll tema para Cecil de Ar:pieL
3. 2016: Fly To High tema para The God Of Highschool
4. 2018: Desperate tempa para Epic Seven
5. 2018: Like a Dream tema para Talesweaver
6. 2019: Saviors of Uldum Rock Ver. tema para Hearthstone
7. 2020: We, Again Here tema para Talesweaver

#### Banda Sonora para Webtoons
1. 2020: Thirtieth Night tema para A Guide To Proper Dating

#### Colaboraciones
1. 2005: Masayoshi Yamazaki - I Am Here (Feat. Younha)
2. 2006: T.M.Revolution - AQUALOVERS ～DEEP into the night (Coros Younha)
3. 2006: Various Artists 14 Princess~ Princess Princess Children - Diamonds (Feat. Younha)
4. 2007: Wheesung - Manjyeojugi (Duet with Younha)
5. 2007: Toy - Clear All Day in Seoul Today (Feat. with Younha)
6. 2008: Epik High - Umbrella (Duet with Younha)
7. 2008: AJOO - Paparazzi (Duet with  Younha)
8. 2008: Various Artists Stage Top #1 - Gu Geori
9. 2008: Kim Bum Soo - Tug of War (Feat. Younha)
10. 2008: Kim Dong Wan - Yaksok (Duet with Younha)
11. 2009: Various Artists Mars Cargo - Undo (Feat. Younha)
12. 2010: Yim Jae Beum - Salange Apahan Naldeul (Duet with Younha)
13. 2010: Various ArtistsRoad for Hope - Seonmul (Gift)
14. 2012: Soul Dive - Luv Recycle Part 2: Nunmuri Mallatdae (Duet with Younha)
15. 2012: So Ji Sub - Picnic (Duet with Younha)
16. 2013: Philtre – Fade (feat. Younha)
17. 2013: Park Ki Woong - You Are My Baby (Duet with Younha)
18. 2014: Jung Joon Young - Dalli Hamkke (Duet with Younha)
19. 2014: Kang Seung Won - Him (Duet with Younha)
20. 2014: Justin Oh – Stay With Me (Feat. Younha)
21. 2014: Kanto - All-Day, Everyday (Duet with Younha)
22. 2014: Yoon Jong Shin - Bat Girl (Feat. Younha)
23. 2014: Epik High - We Fight Ourselves (Duet with Younha)
24. 2015: Kim Jong Hyun - Love Belt (Duet with Younha)
25. 2015: Various Artists - One Dream, One Korea
26. 2015: Gill (LeeSsang) - Rolling (Duet with Younha)
27. 2016: John Hoon - Marry Me, Marry You (Japanese Ver.) (Duet with Younha)
28. 2017: Seo Taiji - Take Five (Younha Ver.)
29. 2017: Yu Seung Woo - Can't Stop This Feeling (Duet with Younha)
30. 2017: EDEN - Lazy Love (Duet with Younha)
31. 2017: Epik High - Love Story (Piano Ver. por Younha)
32. 2020: Suho - 너의 차례 (Feat. Younha)
33. 2020: Chancellor - Walking in the Rain
34. 2020: Epitone Project - Sleepless (Cantada por Younha)

#### Canciones para publicidad (CF)
1. 2011: It's Beautiful  (Laneige “Be Waterful”)
2. 2014: Canción para MBC Radio
3. 2014: All Day, Everyday (Feat. Kanto) CF Dunkin’ Donuts

## Videografía

### Videografía Coreana (MV)
1. Yubikiri ~Korean Version~
2. Audition
3. Password 486
4. Hyesung ~Korean Version~
5. Telepathy
6. Gossip Boy
7. 1,2,3
8. Peace, Love & Icecream
9. Broke up Today
10. Please Take Care of My Boyfriend
11. Run
12. It's Not That
13. Reason
14. Run Acoustic Ver.
15. It's Okay
16. Home
17. Nothing
18. Believed in Time
19. Umbrella
20. Wasted
21. Think About You
22. Hashtag
23. Hello
24. Parade
25. Foresing Dream
26. Propose

### Videografía Japonesa (PV)
1. Yubikiri ~Japanese Version~
2. Houkiboshi
3. Motto Futari de
4. Touch
5. My Lover
6. Te wo Tsunaide
7. Ima ga Daisuki
8. Girl
9. Sukinanda
10. Looking up at the sky
11. Owakare Desuka?
12. People

#### Videos Colaborativos
1. Toy - Clear All Day in Seoul Today (Voz)
2. Epik High - Umbrella (Voz)
3. AJOO - Paparazzi (Aparición)
4. Kim Dong Wan - Promise (Aparición)
5. Next Sunday OST - Niki no Mukougawa OST (Apariciòn)
6. Personal Taste OST - Can't Believe It (Voz)
7. Various Artists Road for Hope - Seonmul (Gift) (Aparición)
8. The Suicide Forecast OST - Two People (Apariciòn)
9. So Ji Sub - Picnic (Aparición)
10. Philtre – Fade (Voz)
11. Way Back Home OST - Home (Voz)
12. Jung Joon Young - Just The Way You Are (Aparición)
13. Kanto - All-Day, Everyday (DUNKIN Ver.) (Aparición)
14. Epik High - We Fight Ourselves (Aparición)
15. Pinocchio OST - Passionate To Me (Voz)
16. Various Artists - One Dream, One Korea (Aparición)
17. The God Of Highschool Game OST - Fly To High (Aparición)
18. Cinderella And Four Knights OST - I Believe (Voz)
19. Viva Ensemble OST - Small Flower (Aparición)
20. The Best Hit OST - Dream (Voz)
21. Seo Taiji - Take Five (Voz)
22. Yu Seung Woo - Can't Stop This Feeling (Voz)
23. Epic Seven OST - Desperate (Aparición)
24. Mystery Queen OST - Might Melt (Voz)
25. Talesweaver OST 1 - Like a Dream (Voz)
26. Hearthstone OST - Saviors of Uldum (Apariciòn)
27. Chancellor - Walking in the rain (Voz)
28. Talesweaver OST 2 - We, Again Here (Voz)
29. Epitone Project - Sleepless (Voz)

## Conciertos

###### Tours
| 2006 | "First Live Precious in Shibuya"                                   |
| 2009 | "YOU&NA in Seoul"                                                  |
| 2010 | "Time2Rock"                                                        |
| 2010 | "Time2L.O.V.E"                                                     |
| 2012 | "RUN"                                                              |
| 2012 | "Dear..."                                                          |
| 2013 | "Plitvice"                                                         |
| 2013 | "Twenty-six and ..."                                               |
| 2014 | "The Secret Garden"                                                |
| 2014 | "YounHa"                                                           |
| 2015 | "Que Sera Sera"                                                    |
| 2015 | "Tadaima"                                                          |
| 2015 | "Final Fantasy"                                                    |
| 2017 | "RE"                                                               |
| 2017 | "RescuE"                                                           |
| 2019 | "Winter Flower"                                                    |
| 2020 | YOUNHAxEPIKHIGH: C:ONTACT SERIES - Memory Theater Halloween Online |

###### Conciertos Colaborativos
| 2020 | Epik High Online Concert |

## Filmografía

### Películas
1. On Next Sunday
2. The Suicide Forecast

### Dramas
1. The Angel Came
2. She's So Lovable (cameo)
3. Late Night Restaurant (Cameo)
4. Viva Ensemble
5. Office Watch 2 (Naver TV, 2018) Cameo

### Musicales
1. The Lost Garden
2. Cinderella[62]

### Programas de televisión
- 2006: (KBS) Human Theater Documentary (24.07.2006) - (28.07.2006)
- 2007: (Mnet) M! Countdown in Japan (09.08.2007)
- 2007: (KBS) Yoo Hee Yeol's Sketchbook (26.10.2007)
- 2008: (SBS) Animal Farm (07.12.2008)
- 2008: (MBC) Idol Army S2 con FTISLAND (2008)
- 2008: (GMTV) J-POP Wave: MC (08.11.2008) - (28.12.2008)
- 2009: (MBC) Lalala (07.05.2009)
- 2009: (SBS) Popular Song (20.12.2009)
- 2010: (UBC) Open Art Scene Dwilan (17.03.2010)
- 2010: (CH-T) Younha, Travel to Japan: MC (09.04.2010) - (14.05.2010)
- 2010: (SBS) Ice Show in LA (23.07.2010)
- 2010: (Ystar) Live Power Music (26.12.2010)
- 2011: (KBS) Yoo Hee Yeol's Sketchbook (15.03.2011)
- 2011: (KBS) Yoo Hee Yeol's Sketchbook (19.03.2011)
- 2012: (MBC) Younha's My Pick (2012)
- 2012: (MBC) Come to My House: Younha (02.02.2012) - (18.05.2012)
- 2012: (KBS) Immortal Songs 2: Yang Hee Eun (16.06.2012)
- 2012: (KBS) Yoo Hee Yeol's Sketchbook (07.07.2012)
- 2012: (JTBC) Younha Live (11.07.2012)
- 2012: (SBS) MTV The Show (13.07.2012)
- 2012: (KBS) Battle Song (15.07.2012)
- 2012: (tvN) People Inside (19.07.2012)
- 2012: (KBS) Immortal Songs 2: K-Pop Top 10 Canciones de Verano (21.07.2012)
- 2012: (Mnet) The Beatles Code 2 (03.09.2012)
- 2012: (Ystar) Asia Star (15.09.2012)
- 2012: (ETN) Star File Born to Rock (25.10.2012)
- 2012: (KBS) Golden Bell (04.11.2012)
- 2012: (MBC) I Am a Singer 2 (12.08.2012) - (11.11.2012)
- 2012: (EBS) English Festival (21.12.2012)
- 2012: (KBS) Hello Counselor Invitada, Ep. 103, 196 (2012, 2014)
- 2013: (SBS) THE STAGE Big Preasure (11.04.2013)
- 2013: (KBS)  Yoo Hee Yeol's Sketchbook (03.05.2013)
- 2013: (Mnet) M GIGS (12.12.2013)
- 2013: (Mnet) M GIGS (16.12.2013)
- 2014: (KBS)  Yoo Hee Yeol's Sketchbook (24.01.2014)
- 2014: (KBS)  Yoo Hee Yeol's Sketchbook (05.09.2014)
- 2014: (KBS) Documentary Three Days (20.07.2014)
- 2014: (KBS) Love Family (25.11.2014)
- 2014: (KBS) Documentary Three Days (21.12.2014)
- 2015: (KBS) Yoo Hee Yeol's Sketchbook (13.11.2015)
- 2015: (MBC) King of Mask Singer (15.11.2015) - (22.11.2015)
- 2016: (KBS) Documentary Three Days (10.01.2016)
- 2016: (JTBC) Two Yoo Project - Sugar Man (09.02.2016)
- 2016: (KBS) Documentary Three Days (14.02.2016)
- 2016: (KBS) Documentary Three Days (21.02.2016)
- 2016: (MBC) Duet Song Festival: Ep. 05 (06.05.2016)
- 2018: (SBS) Dream Concert (12.05.2018)
- 2018: (KBS) Yoo Hee Yeol's Sketchbook (14.12.2018)
- 2019: (KBS) Yoo Hee Yeol's Sketchbook (19.07.2019)
- 2020: (KBS) Yoo Hee Yeol's Sketchbook (10.01.2020)
- 2020: (JTBC) SUGARMAN 3 (21.02.2020)
- 2020: (KBS)  Yoo Hee Yeol's Sketchbook (20.03.2020)

### Programas de Radio
1. DJ en MBC Younha's Starry Night (2011 - 2014)
2. (KBS) KBS WORLD "K-POP FREAK" (2009-2010) Como MC
3. (MBC) Younha's Starry Night (2016-presente) Como MC

## Premios y nominaciones
Desde su debut ha recibido varios premios y nominaciones, el más reconocido es "Best New Solo Artist".

## Anuncios
1. 2007: Cyworld
2. 2007:     Ministry of Land, Infrastructure, Transport and Tourism
3. 2007: Korea exercises
4. 2007: Korea Independent Commission Against Corruption
5. 2007: SMART Uniform Advertising Model
6. 2007: MBC University Song Festival
7. 2007: Smart     School Uniform con F.T. Island
8. 2007: Yokoso Japan CFs Invierno-Otoño-Primavera
9. 2008:     Ministry of Land, Infrastructure, Transport and Tourism
10. 2008: Yokoso Japan CFs Invierno-Otoño-Primavera
11. 2009: Yokoso Japan CF
12. 2009: Taste Chicken Day
13. 2010:     AmorePacific Corporation CM Song "It's Beautiful"
14. 2011: Korea Scout Association
15. 2013: U.N     International Day of Peace
16. 2013: AIDS Prevention Campaign

## Estilo Musical y Voz
La influencia musical de Younha viene desde las tierras niponas. Entre ellas están: X-Japan (primer artista japonés que le gusto), Shiina Ringo, Misia (Cantante Japonesa), Hirahara Ayaka, Cune, Utada Hikaru, Tokyo Jihen. Ahora su repertorio se ha ampliado y no solo tiene influencias japonesas, sino que de varias partes del mundo: The Carpenters, H.O.T, Kings of Convenience, Nell, Avril Lavigne, Coldplay, BoA, Bon Jovi, Green Day, Aerosmith, Ray Charles, Yoon Do Hyun Band, Lee Seung Chul, Shin Seung Hoon.Desde muy pequeña se enamoro del piano y ha sido su fiel acompañante desde casi toda su vida; en una ocasión dijo que su objetivo era aprender a tocar música clásica, pero al final desistió y opto por aprende a tocar música popular, con el tiempo aprendió a tocar música clásica. Sus géneros musicales siempre han sido el rock y el jazz, y al combinar el piano con el rock surgió su sello musical: piano/rock, esto hizo que el rock fuera más accesible para la conservadora sociedad coreana que se abría a nuevos horizontes musicales, esto se convirtió en un reto para ella que al final pudo lograr, Younha no se ha limitado a solo estos dos géneros y como siempre ha dicho en entrevistas le gusta experimentar y probar nuevos estilos combinandolós con el suyo y por supuesto dejando en ellos su sello personal.
Voz
Su tipo de voz es mezzosoprano, y ha sido descrita como clara, profunda, potente, y sentimental; tiene la capacidad de cantar las notas más altas y bajas, y fácilmente pasar de una a otra. En una ocasión un reconocido crítico musical dijo: "Me gustaría aconsejar a los aspirantes a músicos que estudien a Younha, que es realmente la mejor músico, equipado con voz, respiración, tono y estabilidad perfectos". Al cantar Younha expresa todas sus emociones y sentimientos que se ven reflejadas en su rostro.
Composición
A través de los años ella ha aprendido que no importa si una canción está bien compuesta o cantada de una forma maravillosa, a menos que lleve un mensaje significativo no será exitosa, así que los artistas no sólo tienen que producir música que les guste, sino que tiene que ser algo que la gente pueda entender. Y es su deseo ser una verdadera artista, ya que encuentra la música como algo curativo y como medio de comunicación con los demás.
A partir de su adolescencia empezó a escribir sus canciones, su primera canción fue Promise su single pre-debut y la escribió cuando tenía 16 años. Sobre su composición se ha dicho que sus experiencias en el amor la han inspirado en sus composiciones, ella dijo: "tengo la oportunidad de conocer a un montón de músicos. Me di cuenta de que mi estilo comenzó a ser un poco más similar [a mis mi novios músicos]... Si mi novio dice que realmente no le gusta la canción, sin misericordia la tiro a la basura. Entonces, cuando estoy saliendo con mi próximo novio, saco la canción de la basura ", haciendo reír a todos. Esto lo dijo en el programa KBS 2TV 'Yoo Hee Yeol’s Sketchbook' el 10 de enero de 2014. En otro programa dijo: "Cuando salgo (se refiere a salir a citas) me pongo muy emocionada, así que surgen una gran cantidad de letras que puedo expresar gracias a ello" Ella agregó, "Compuse Waiting cuando me gustaba alguien pero solo fue de mi parte, lo mismo fue con The Road, canción que Suzy de Miss A cantó  en un programa. Esa canción la escribí después de romper con mi primer novio". Y no solo sus experiencias amorosas han influido en su música, ella reveló: "Tengo un montón de inspiración de mi vida cotidiana. Últimamente, me gusta mucho la reunión con mis amigos. Tengo consuelo cuando escucho historias de su pareja, su trabajo y su vida en general, y a veces pienso que yo debería hacer esto en una canción ". Así que su vida, otras experiencias, la vida misma e incluso los dramas coreanos (muy famosos alrededor del mundo debido la ola coreana) son su fuente de inspiración.   

"Los últimos tres años han sido un túnel oscuro y largo en mi vida. La música ya no era interesante. La música que hacía no sonaba tan bien, lo que me hizo considerar abandonar mi carrera. Sintiendo como que mis oídos se habían bloqueado con algo. Seguí tocando la puerta, pero, no se abrió. No escuché música en absoluto ya que estaba harta de eso". "Es difícil distinguir las relaciones verdaderas de las superficiales en esta industria. Y comencé a caminar sobre cáscaras de huevo, demasiado consciente de lo que otros pensaban. Supongo que ese estrés se ha acumulado durante los últimos 10 años". "Ahora quiero llenarme de energía positiva nuevamente. Si me recargo con suficiente positivismo, tal vez pueda cantar canciones brillantes y alegres como antes". "Siento una gran presión por mis éxitos del pasado. Y se hizo aún más complicado, ya que no estoy segura si a la gente le gusta mi música en sí misma, o solo los recuerdos de ellas". "Pero no me obsesionaré con la perfección. Voy a aferrarme a la música en todo momento, como si derramará mis sentimientos e historias de cada momento en un diario".
Younha durante una entrevista con The Korea Herald el 16 de enero de 2018.

## Vida privada

### Imagen
Desde sus inicios Younha ha sido conocida por su estilo "tomboy", es decir vestirse con ropa floja y llevar el cabello corto como un chico, pero, Younha siempre le ha dado su toque de feminidad. Incluso antes de hacer su debut ya usaba ese estilo, hay videos que muestran donde ella usaba el cabello corto y ropa floja. Aunque se reveló que desde muy pequeña le gustaba vestirse como una princesa, pero, conforme fue creciendo adopto el estilo tomboy. Hoy en día Younha usa el estilo tomboy y el femenino en su imagen, a pesar de que sus colores favoritos siempre han sido el negro y el gris, ha agregado el color rosa a su lista de colores predilectos. pero se le ha visto frecuentemente más femenina, con cabello largo, faldas y tacones, y eso se ha podido comprobar en sus últimos discos, aunque a veces llega a cortarse el cabello, pero con un look más de chica. Pero lo más importante es que ella siempre ha sido una persona que ama a su familia, amigos y fanes. Enfocada en su trabajo con ética y madurez. Otro aspecto que hay que resaltar es que a pesar de ser toda una chica treintañera siempre se ve joven, no ha cambiado mucho con los años.
En cuanto ha su peso, Younha hizo una confesión honesta a través de las redes sociales. El 21 de mayo de 2015, Younha público un post en Twitter diciendo: "Solo queda un poco más". Hacer dieta... No puedo creer que esto sea tan largo como la vida. Sin embargo, Perdí mucho 3.5 kg. No puedo creer que haya sido un cerdo antes ". Luego de la actualización un fanático retuiteó diciendo: "No tienes que perder peso, ¿cuánto pesas?". A lo que ella respondió: "45,5 k ahora" y cuando otro fan le preguntó por su secreto, ella dijo: "Ejercicio + inyecciones de carbono + medicina herbal + masajes + hábitos alimenticios". Los internautas que captaron esta conversación en línea elogiaron a la cantante por su confesión honesta sobre las preguntas sobre su régimen de pérdida de peso, específicamente con el uso del tratamiento con inyecciones de carbono, que normalmente se calla entre las celebridades.
Younha es una amante de los pírsines, tiene 5 en la oreja derecha y 3 en la oreja izquierda haciendo un total de 8 y los más llamativos son los del cartílago (hélix) en cada oreja.

### Vida Amorosa
Younha ha sido bastante reservada con su vida privada, tanto así que soprendio al público cuando confeso que había estado teniendo una buena vida amorosa. Younha habló abiertamente sobre su vida amorosa en KBS 2TV 'Yoo Hee Yeol’s Sketchbook' el 10 de enero de 2014. Yoo Hee Yeol mencionó algo que la cantante le dijo la última vez. Él dijo: "Me dijiste que querias casarte pronto, pero para lograrlo, ¿no deberías empezar a salir con alguien? ¿Qué piensas de eso? ". Younha sorprendió a todos diciendo: "Lo he hecho bien. Simplemente no me han descubierto. Creo que he estado saliendo de forma continua y bastante bien desde mi debut".
También reveló un gran secreto en el programa “Go Show” de SBS el 30 de noviembre de 2012, “A decir verdad, no soy el tipo de chicas que tiene amigos que son celebridades, en todos los casos soy yo la que usualmente da el número de teléfono primero, cuando no recibo una llamada por lo general me encargo de llamarlos y si les hablo y están ocupados yo les digo que los llamaré más tarde”. Ella continuó: “Entonces, hubo una celebridad masculina a la que yo había estado persiguiendo por cinco años, cada vez que lo veía le decía ‘Oppa, me gustas mucho’ hasta que un día se cansó y me dijo ‘¿Vas a empezar de nuevo?’, pero yo aún sentía algo por él, así que un día cuando regresó de Japón después de vivir allá durante un año seis meses me lo encontré en un salón de belleza, me vio y dijo: ‘Te has puesto muy bonita’, los dos pensamos que eso tenía un significado así que empezamos a hablar y salimos durante dos años, después nos separamos por mutuo acuerdo, él aún trabaja en el mundo del entretenimiento y está disfrutando del éxito de su carrera, aún somos amigos”. También dijo: “Mi estilo de citas es estar ahí para el otro sin importar nada, dando espacio cuando sea necesario y cuando él se vuelva mío se debe sentir satisfecho por sólo tenerme a mí”.
Ella estuvo como invitada en "1 vs 100" y MC Han Suk Joo preguntó: "Escuché que has salido con chicos" y Younha respondió "No he salido mucho pero si una cierta cantidad de veces para la edad que tengo". Cuando se estuvo promocionado con su mini álbum "Just Listen" Younha entre risas dijo: "Para ser honesta, he salido mientras yo me promoví como cantante. Pero los periodistas no están interesados en mí, así que nunca he tenido un escándalo. Voy a seguir saliendo ".

### Problemas de Salud
El 23 de febrero de 2016 Younha escribió una declaración en su blog de Naver respecto a su salud y sus próximas actividades. Comenzando con una disculpa por hacer que los fanes se preocuparan, aseguró que ha dudado durante semanas si contar su situación o no. La disculpa llegó a raíz de su reciente actuación en el programa de JTBC “Sugar man”, donde los espectadores notaron un cambio en su voz.
Younha escribió, “En primer lugar, algunos os habréis dado cuenta de que mi estilo al cantar ha cambiado un poco. Es cierto que cambié un poco mis hábitos al cantar mientras actuaba en el musical Cenicienta, pero como un golfista tiene que ajustarse a cada campo en el que juega, yo también tengo culpa [por no mostrar una imagen apropiada en ‘Sugar Man’]”.
Entonces habló de la condición de su voz, admitiendo que es debido a una desviación del tabique nasal, “Mi condición ha ido a peor en los últimos 2 años. A pesar de que puede solucionarse a través de una intervención quirúrgica actualmente no tengo el tiempo suficiente como para volver a aprender a cantar después de operarme, así que por ahora no hay nada que pueda hacer”.
Younha aseguró a los fanes que tomaría el tiempo que esté ausente para centrarse en volver a encontrar su voz como cantante para regresar con su 5º disco, “Más que superarme a mí misma, quiero tener el valor para prometeros a todos que mostraré una versión mejor de mí misma”.
El 16 de enero reveló en una entrevista que estuvo tomando antidepresivos durante los últimos cinco años, aunque recientemente dejó el medicamento. Esto debido al problema legal que tuvo con su antigua disquera, todo esto aunado a la presión que ha sentifo durante toda su carrera en el mundo de la música.

## Filantropía
1. Younha ha sido Embajadora del "Día Internacional de la Paz" de las Naciones Unidas por dos años seguidos (2013 y 2014)[79]
2. En el 2014 realizó el reto "Ice Bucket Challenge".[80]

## Controversias

### Problemas de Copyright
Para la canción "One Shot" de su 1er EP coreano "Lost in Love" tuvo un sabor amargo ya que los internautas señalaron que tenía muy fuertes similitudes con la canción de Sara Bareilles "Love Song". 
Su 3er álbum "Part. A: Peace, Love & Ice Cream", estuvo plagado de acusaciones de plagio. Se produjo un debate sobre unos rumores de que Youhna había plagiado su canción promocional "1,2,3" ya que tiene un tono similar con la canción "ABC" de The Jackson 5's. Y No solo "1,2,3", también se dijo que "Peace, Love & Ice Cream" carecía de originalidad, pero, en realidad fue un remake en coreano de la canción "Peace, Love & Ice Cream" de la cantante Sandy Dane. y su canción "Luv U Luv U Luv U" se parece mucho a Just Dance de Lady GaGa. Los cibernautas mostraron diferentes tipos de reacciones a la acusación de plagio, algunos estuvieron de acuerdo en que: "Fue hecha para romper la canción de The Jackson 5's. La composición de los instrumentos es muy similar " otros defendieron a Younha diciendo: "Es decepcionante que la gente vacile sobre estas acusaciones. No lo juzguemos como plagio tan apresuradamente". La compañía de Younha defendió el álbum diciendo: "fue un trabajo coreano-japonés-sueco". No es una muestra o un remake y es una composición inocente que hemos creado". Al final del día los músicos trabajan con las mismas notas musicales de aquí a china desde que se descubrió la música.

### Batalla Jurídica con Lion Media
El 12 de julio de 2011, se reveló que Younha estaba demandando a su compañía, Lion Media, para solicitar la terminación del contrato por una validez cuestionable, a través de los tribunales de justicia, aunque fuentes mostraron que el presente procedimiento se había iniciado desde abril. Una contrademanda de su empresa fue presentada en contra de ella a cambio de $ 1 millón de dólares para recuperar los daños. Una sesión de mediación estaba prevista para octubre en la cual se resolvería el asunto, pero no se concretó. No fue hasta el 01 febrero de 2012, que los tribunales determinaron el caso a favor de Younha, dando como resultado la anulación de su contrato con Lion Media, así como una compensación de 100 millones de KRW. Ese dìa se conmemora como “Día de la Independencia de Younha”.